# Vladimír Podzimek
Vladimír Podzimek (Jilemnice, 12 maggio 1965 – Jilemnice, 17 maggio 1994) è stato un saltatore con gli sci cecoslovacco.

## Biografia
In Coppa del Mondo esordì il 30 dicembre 1983 a Oberstdorf (68°) e ottenne l'unica vittoria, nonché primo podio, l'11 marzo 1984 a Oslo.
In carriera prese parte a un'edizione dei Giochi olimpici invernali, Sarajevo 1984 (39° nel trampolino normale, 8° nel trampolino lungo), e una dei Campionati mondiali, vincendo una medaglia.

## Palmarès

### Mondiali
- 1 medaglia:
  - 1 bronzo (gara a squadre a Sarajevo/Rovaniemi/Engelberg 1984)

### Coppa del Mondo
- Miglior piazzamento in classifica generale: 14º nel 1984
- 2 podi (entrambi individuali):
  - 1 vittoria
  - 1 secondo posto

#### Coppa del Mondo - vittorie
| Data          | Località | Nazione  | Trampolino        |
| ------------- | -------- | -------- | ----------------- |
| 11 marzo 1984 | Oslo     | Norvegia | Holmenkollen K105 |